# Festival Internacional de Cinema de Venècia

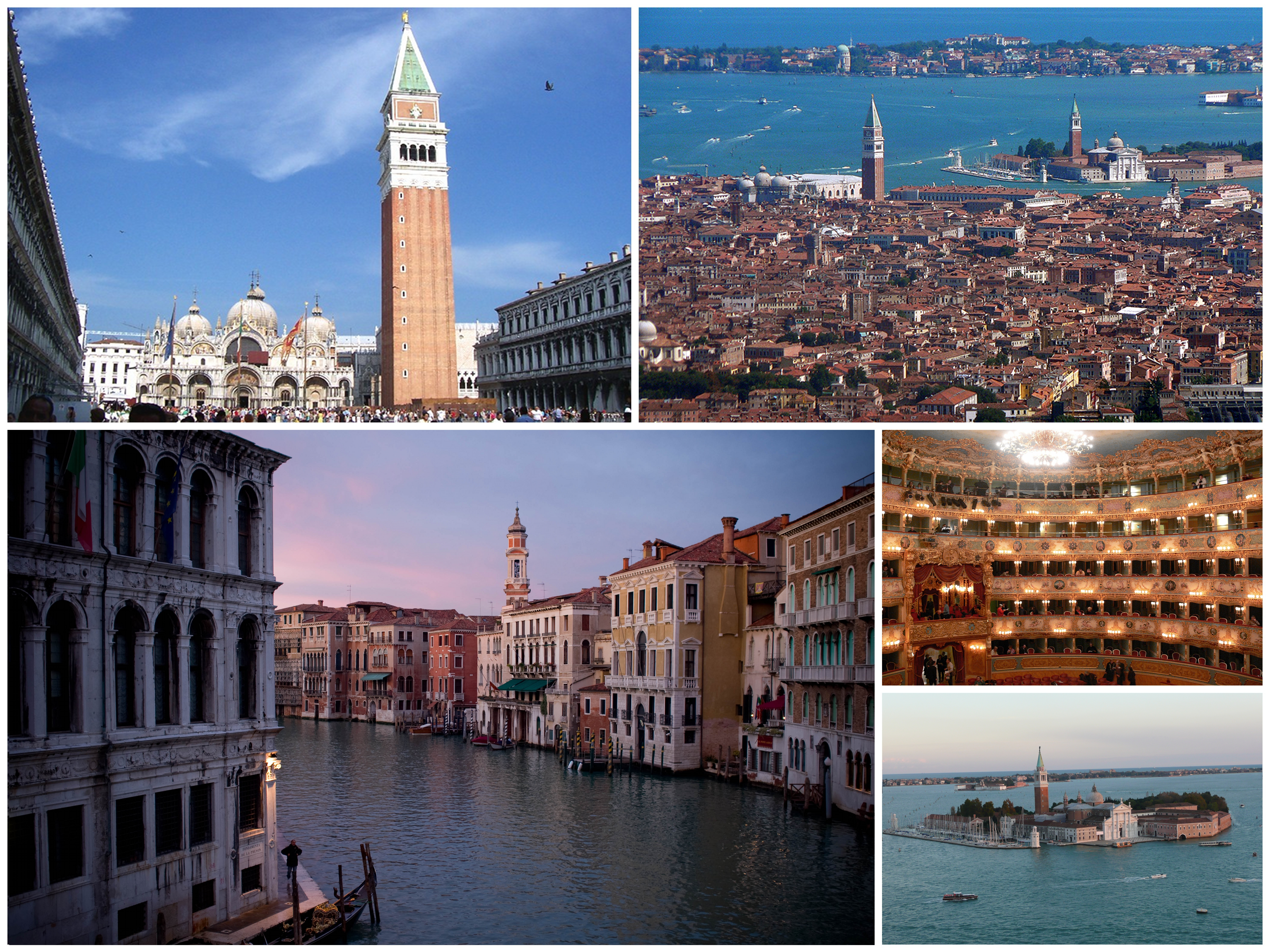

El Festival Internacional de Cinema de Venècia o Mostra (Mostra internazionale d'arte cinematografica di Venezia) és un festival de cinema que es desenvolupa anualment a Venècia, habitualment entre finals d'agost i principis de setembre, a l'històric Palau del cinema de Venècia, al lungomare Marconi, al Lido de Venècia. És el festival cinematogràfic més antic del món: la primera edició va tenir lloc el 1932.
Havent arribat el 2006 a la seva seixanta-tresena edició, la manifestació s'inscriu en el marc de l'organització més àmplia de la Biennal de Venècia, festival cultural d'art contemporani, que inclou la secció de cinema. La primera edició de la Mostra es va desenvolupar en el marc de la XVIII Bienal. Des de 2004, les pel·lícules són presentades a la Mostra en tres seccions: en competició, fora de competició i Horitzons.
El premi principal en competició és el Lleó d'Or, que deu el seu nom al símbol de la ciutat (el lleó de la Basílica de Sant Marc). És considerat com un dels més importants des del punt de vista de la crítica cinematogràfica, com els concedits en els dos altres grans festivals de cinema europeus, la Palma d'Or del Festival de Canes i l'Os d'Or de la Berlinale. Sovint aquests premis són de tendència oposada als Oscars americans que tenen lloc habitualment a la primavera.

## Història

### Els anys 30

#### La primera Mostra
Nascuda en els anys 1930, la primera Mostra de Venècia, denominada Primera Esposizione Internazionale d'Arte Cinematografica (Primera Exposició internacional d'art cinematogràfic) va tenir lloc del 6 d'agost al 21 d'agost de 1932. El festival neix d'una idea del president de la Biennal de Venècia, el comte Giuseppe Volpi di Misurata, de l'escultor Antonio Maraini, secretari general, i de Luciano De Feo, el secretari general de l'Istituto internazionale per il cinema educativo (Institut internacional per al cinema educatiu), emanació de la Societat de Nacions, la seu de la qual es trobava a Roma, d'acord amb la idea d'organitzar el festival en la ciutat de la llacuna, i qui va ser el primer director i seleccionador.

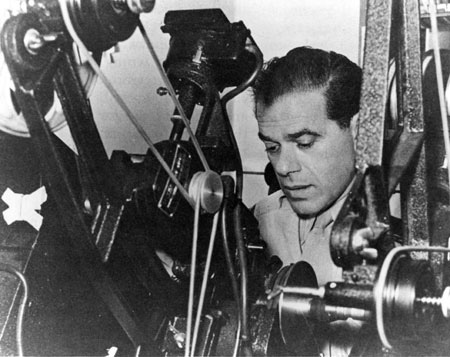
Frank Capra, present a la primera edició

La Mostra, considerada com la primera manifestació internacional d'aquest tipus, rep un suport important de part de les autoritats. La primera edició es desenvolupa a la terrassa de l'Hotel Excelsior del Lido de Venècia. No es tracta encara d'una competició. Els títols són simplement presentats al públic. Malgrat això, les pel·lícules projectades s'han convertit en verdaders «clàssics» de la història del cinema: algunes són encara vives en la memòria: Forbidden del realitzador americà Frank Capra, Grand Hotel d'Edmund Goulding, El Campió de King Vidor, el primer i inimitable Frankenstein de James Whale, The Devil to Pay! de George Fitzmaurice, Gli Uomini, che mascalzoni ! de Mario Camerini i Visca la llibertat de René Clair i altres obres de grans escenògrafs com Raoul Walsh, Ernst Lubitsch, Nikolaï Ekk, Howard Hawks, Maurice Tourneur o Anatole Litvak.
Les estrelles d'aquest primer festival són les actrius, apareixent sobre gran pantalla a través de les pel·lícules projectades, que garanteixen a la Mostra un èxit encara més gran de l'esperat i atreuen a les sales més de 25.000 espectadors. Són les estrelles de l'època: Greta Garbo, Clark Gable, Fredric March, Wallace Beery, Norma Shearer, James Cagney, Ronald Colman, Loretta Young, John Barrymore, Joan Crawford, sense oblidar la glòria italiana Vittorio De Sica i el gran Boris Karloff, que va entrar en la història pel seu paper de monstre en el primer Frankenstein.
La primera pel·lícula de la història de la Mostra es va projectar el vespre del 6 d'agost de 1932: es tracta del Dr. Jekyll i el Sr. Hyde de Rouben Mamoulian; després de la pel·lícula es va donar un gran ball als salons de l'Excelsior. La primera pel·lícula italiana Gli Uomini, che mascalzoni ! de Camerini, es va presentar el vespre de l'11 d'agost de 1932
En absència d'un jurat i de l'adjudicació de premis oficials, que no seran introduïts sinó més tard, un referèndum extern al comitè organitzador, presidit per Attilio Fontana de l'ICE (Institut de comerç exterior), organitzat entre el públic assistent a la manifestació, decreta millor director el soviètic Nikolaï Ekk per la pel·lícula Putyovka v zhizn, mentre la pel·lícula Visca la llibertat de René Clair és escollida com la més divertida; Helen Hayes és designada millor actriu, i Fredric March millor actor. La pel·lícula més emocionant The Sin of Madelon Claudet d'Edgar Selwyn.

#### Les edicions següents
La segona edició es desenvolupa dos anys més tard, de l'1 d'agost al 20 d'agost de 1934. De manera inicial, en efecte, el festival estava indissolublement vinculat a la Biennal de Venècia i en respectava la periodicitat. L'experiència de la primera edició comporta immediatament una important innovació: serà la primera edició competitiva. Els països en lliça amb almenys un representant són 19. Més de 300 periodistes van ser acreditats per assistir a les projeccions. La Copa Mussolini per a la millor pel·lícula estrangera i per a la millor pel·lícula italiana és instituïda però no existeix encara un verdader jurat. És la presidència de la Biennal que, amb l'opinió d'experts però també del públic i d'acord amb l'Institut internacional per al cinema educatiu de Luciano de Feo, igualment director de la Mostra, atorga els premis als llorejats

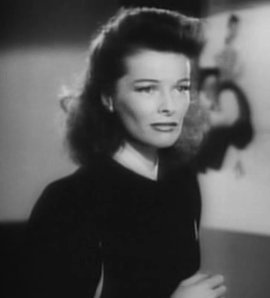
Katharine Hepburn, millor actriu a la segona edició

A més a més de la Copa Mussolini, són atribuïdes les «Grans Medalles d'or de l'Associació nacional feixista de l'espectacle» i els premis per a les millors interpretacions. La millor actriu és la jove Katharine Hepburn, recompensada per a la seva interpretació a Little Women de George Cukor. El premi de la millor pel·lícula estrangera és per Els homes d'Aran, de Robert Flaherty, un documental d'autor, gènere molt apreciat en aquell temps. Frank Capra és igualment de nou present amb una de les seves pel·lícules més cèlebres, New York-Miami, amb Clark Gable i Myrna Loy. Des de la segona edició, la Mostra coneix el seu primer escàndol: durant una seqüència dExtáze, del realitzador txecoslovac Gustav Machaty, Hedwig Kiesler, coneguda llavors sota el nom de Hedy Lamarr, apareix sobre la pantalla gran en un nu integral.
Des de la tercera edició de 1935, la Mostra es fa anual, conseqüència del gran èxit de públic i crítica de les dues primeres edicions, sota la direcció de Ottavio Croze. Amb el creixement de la notorietat i del prestigi del festival, creix igualment el nombre d'obres i de països participants en el concurs. A partir d'aquesta edició i fins a la postguerra, les pel·lícules soviètiques ja no participaran en la competició. El prestigiós primer premi pels actors pren el nom de Copa Volpi, del nom del comte Giuseppe Volpi di Misurata, pare del festival.
El festival presenta pel·lícules de gran qualitat: El delator de John Ford, The Devil Is a Woman de Josef von Sternberg, amb Marlene Dietrich, i el vencedor del premi per a la millor pel·lícula estrangera, Anna Karénine, de Clarence Brown, amb Greta Garbo, present per segona vegada al Lido de Venècia.
1936 és l'any d'una altra «primera vegada», la del Jurat internacional. El prestigi de la manifestació es consolida amb la presència de pel·lícules de realitzadors importants com Frank Capra, John Ford, Màxim Ophüls, René Clair, Josef von Sternberg, Marcel L'Herbier. L'èxit més gran de públic tanmateix és per l'estrella italiana Amedeo Nazzari.
D'edició en edició, les innovacions de la Mostra continuen: el 1937 s'inaugura el nou Palau del cinema de Venècia, obra de l'arquitecte Luigi Quagliata, construït en un temps rècord en estil modernista, en expansió en aquell temps. A part dels anys 1940 i 1948, el palau mai no va ser abandonat en tota la història de la manifestació.
Aquest nou lloc permet l'expansió del festival: el nombre de països partícipants i de pel·lícules acceptades augmenta. Aquesta vegada, les llums de la rampa apunten cap a Marlene Dietrich. Bette Davis s'imposa igualment amb el públic i s'emporta el premi de la millor actriu. La revelació d'aquesta edició és el jove actor francès Jean Gabin, heroi de La Grande Illusion de Jean Renoir, llorejat amb el gran premi del jurat internacional.
El 1938, la Mostra sofreix les pesades pressions polítiques del govern feixista. Els vencedors són imposats al jurat internacional i les pel·lícules premiades són el llargmetratge alemany Olympia de Leni Riefenstahl i Luciano Serra pilota de Goffredo Alessandrini, clarament dues pel·lícules de propaganda, tot i que el primer és encara avui reconegut com un dels mestres del cinema dels anys 1930.
Aquesta edició és també l'última en la qual el cinema americà, fins llavors sempre present de manera important, tant quantitativament com qualitativament, és present sobre el Lido. Se'n va amb un primer premi per a un dels millors llargmetratges d'animació de Walt Disney, La Blancaneu i els set nans.
1938 és també l'any de la primera gran retrospectiva, en la tradició de constant innovació del festival, retrospectiu en aquest cas consagrat al cinema francès des dels orígens fins a 1933: Visca la llibertat (1932) de René Clair, Un carnet de bal (1937) de Julien Duvivier, La Grande Illusion (1937) i La bèstia humana (1939) de Jean Renoir, Quai des brumes (1938) i Le jour se lève (1939) de Marcel Carné.

### Els anys quaranta
El final de la Segona Guerra Mundial divideix el decenni el dos. Si des de 1938 les pressions polítiques falsegen els resultats i arruïnen el festival, amb l'adveniment del conflicte la situació degenera en tal punt que les edicions de 1940, 1941 i 1942, llavors considerades com «no realitzades», es desenvolupen lluny del Lido de Venècia amb pocs països partícips i l'absolut monopoli de les obres i dels realitzadors que pertanyen a l'eix Roma-Berlín, en un clima més propagandístic que artístic, representats amb estrelles italianes com Alida Valli, Assia Noris i Fosco Giachetti.
Després d'aquest trist parèntesi, la Mostra reprèn plenament les activitats el 1946 amb la tornada de la pau, però les projeccions es desenvolupen aquesta vegada en el cinema San Marco, a causa del requeriment del Palau del cinema pels Aliats de la Segona Guerra mundial. El nou director Elio Zorzi, vol trobar la llibertat i el caràcter internacional que havien suposat l'èxit de la Mostra i ara destruïda pels anys de guerra. L'edició de 1946 té lloc per primera vegada el mes de setembre en resposta als acords amb el nou Festival de Canes.
La característica d'aquesta nova etapa se situa en l'important corrent del Neorealisme, un dels moviments més significatius de la història del cinema italià representat amb Paisà (1946) de Roberto Rossellini, Il sole sorge ancora (1946) d'Aldo Vergano, Caccia tragica (1947) de Giuseppe De Santis, Senza pietà (1948) de Alberto Lattuada i La terra tremola (1948) de Luchino Visconti; però malgrat el seu indiscutible valor i l'èxit de públic, les obres no obtenen el reconeixement de la crítica.
La Mostra acull de nou grans directors internacionals: Orson Welles, Laurence Olivier, Fritz Lang, John Huston, Claude Autant-Lara, David Lean, Henri-Georges Clouzot, Jean Cocteau, Michael Powell i Emeric Pressburger, entre els presents en edicions anteriors, com Jean Renoir, Julien Duvivier o Marcel Carné.

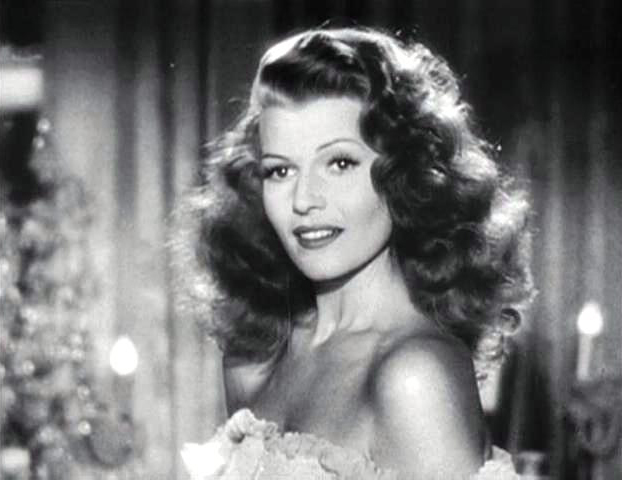
Rita Hayworth a la pel·lícula Gilda

Amb el retorn a una situació normal, també tornen a Venècia les grans icones del cinema mundial com Rita Hayworth, Joseph Cotten, Olivia de Havilland, tot i que la veritable estrella és l'actriu romana Anna Magnani premiada per la seva esplèndida interpretació a L'Onorevole Angelina de Luigi Zampa, amb la Copa Volpi a la millor interpretació femenina a l'edició de 1947.
El 1947, la Mostra té lloc al Palau dels Ducs, en un marc únic i esplèndid, acollint un rècord de 90.000 persones. Es tracta segurament d'una de les millors edicions de la història del festival que veu finalment la tornada de les obres de l'URSS i de les noves democràcies populars com Txecoslovàquia que s'emporten el primer premi amb Siréna del cineasta Karel Stekly. 1947 veu igualment el restabliment del Jurat internacional per atribuir el Gran premio internazionale di Venezia.
El 1949, sota la direcció del nou responsable Antonio Petrucci, la manifestació torna definitivament al Palau del cinema de Venècia al Lido de Venècia. S'institueix un nou premi: el Lleó d'Or, guanyat per primera vegada per Manon de Henri-Georges Clouzot, i destaca el començament de Jacques Tati amb Jour de fête.

### Els anys cinquanta
En els anys 1950 la importància de la Mostra és finalment reconeguda al nivell internacional. El festival coneix un període de forta expansió i participa en l'afirmació de noves escoles de cinema com les escoles japoneses i indies amb l'arribada dels més importants realitzadors i estrelles.
Durant aquests anys, a la recerca de noves idees i de noves vies a recórrer, la manifestació canvia diverses vegades de director: Antonio Petrucci (1949-1953), de nou Ottavio Croze (1954-1955), Floris Ammannati (1956-1959).
Són anys importants per al món del cinema que sembla haver deixat definitivament darrere el fantasma de la guerra. La Mostra contribueix a influenciar les tendències de l'època.
Venècia llança definitivament el cinema japonès, que s'imposa sobre l'occidental gràcies al Lleó d'Or guanyat amb Rashômon del realitzador nipó Akira Kurosawa el 1951, reforçat set anys més tard, el 1958, amb Muhomatsu no issho de Hiroshi Inagaki. Ugetsu monogatari (1953), Sanshô dayû (1954) de Kenji Mizoguchi i Shichinin no samurai (1954), de Kurosawa, guanyen el no menys prestigiós segon premi, el Lleó de Plata, mentre altres pel·lícules japoneses, no premiades, troben tanmateix un bon èxit: Saikaku ichidai onna (1952) de Kenji Mizoguchi i Biruma no tategoto (1956) de Kon Ichikawa. El mateix èxit se l'emporta el jove cinema indi, que s'imposa en el seu moment, emportant-se el 1957 el Lleó d'Or amb Aparajito de Satyajit Ray.
L'escola d'Europa de l'Est, ja recompensada amb el Gran premi del jurat internacional obtingut el 1947 amb l'obra del txecoslovac Karel Stekly, Siréna, s'imposa de nou gràcies a la presència de nous autors com Andrzej Wajda i Andrzej Munk.
Després de la gesta, en els anys 1940, de les primeres pel·lícules neorealistes, els anys 1950 marquen l'arribada a les pantalles del festival de dos dels més grans i dels més estimats realitzadors italians de la postguerra, Federico Fellini i Michelangelo Antonioni, consagrats per la seva presència al Lido. Enfront dels grans mestres es presenta una sèrie de joves que pugen, promesa de noves cares en un panorama en plena expansió. Donaran vida al període més brillant del cinema italià en l'àmbit internacional. El 1958 es presenten a Venècia Francesco Rosi, amb El dofí, i sobretot Ermanno Olmi, amb la seva òpera prima Il tempo si è fermato, de 1959.
Malgrat la seva gran reputació, el cinema italià no és premiat segons el seu prestigi, desencadenant animades polèmiques. Dos episodis fan explotar les llargues discussions: el Lleó d'Or no atribuït a Luchino Visconti, ni el 1954 per a Senso, en benefici de la pel·lícula Romeo and Juliet de Renato Castellani, ni el 1960, per a Rocco e i suoi fratelli, aquesta vegada en benefici d'una pel·lícula francesa Le passage du Rin de André Cayatte. El reconeixement li serà conferit el 1964, qual Sandra guanya finalment el premi cobejat. Roberto Rossellini, un altre autor important del cinema italià de l'època, presenta igualment moltes de les seves pel·lícules en el transcurs del festival: 1950 és l'any dels Francesco, giullare di Dio i dStromboli terra di Dio. Dos anys més tard, presenta Europa 51.
Escàndols a part, és el cinema europeu el que aconsegueix «la part del lleó». L'escola del vell continent s'imposa amb autors ja coneguts com el danès Carl Theodor Dreyer, recompensat amb el Lleó d'Or per La paraula (Ordet) (1955) i el suec Ingmar Bergman que, amb Ansiktet, guanya el Gran Premi del Jurat el 1959.
Durant aquests anys Venècia pot finalment celebrar la tornada a la Mostra del cinema americà que es presenta amb nous escenògrafs com Elia Kazan, Billy Wilder, Samuel Fuller o Robert Aldrich.
Les noves estrelles es fan conèixer al Lido: el 1954 és el torn de Marlon Brando, amb la pel·lícula La llei del silenci, d'Elia Kazan, quatre anys més tard, el 1958, Brigitte Bardot, protagonista de la pel·lícula En cas de desgràcia de Claude Autant-Lara monopolitza l'atenció, però les estrelles italianes, sobretot les estrelles femenines, també es fan conèixer: Sophia Loren, llorejada de la Copa Volpi el 1958 per a la seva interpretació a The Black Orchid de Martin Ritt, i Gina Lollobrigida, però també Alberto Sordi, Vittorio Gassman i Silvana Mangano, actors de la pel·lícula vencedora del Lleó d'Or el 1959, La Grande Guerra de Mario Monicelli, i Giulietta Masina, llançada per la seva interpretació de les pel·lícules de Federico Fellini.

### Els anys seixanta
Els anys 1960 registren un desenvolupament continu de la Mostra, fidel al recorregut artístic seguit abans de la guerra.
L'edició de 1960 és la més discutida de la història del festival, quan el Lleó d'Or és negat a una extraordinària pel·lícula de Luchino Visconti, Rocco e i suoi fratelli, i el jurat prefereix l'obra del francès André Cayatte, Le Passage du Rin. A la sala, el públic xiula tota l'estona que dura la cerimònia dels premis i la projecció de la pel·lícula llorejada. És una segona gran desil·lusió per al realitzador, ja desaprovat el 1954 quan va presentar Senso.
Al començament del decenni, el festival és el promotor d'una profunda renovació del cinema. Són creades nombroses seccions per diversificar l'oferta i ampliar el camp d'acció. Importants pel·lícules, fins llavors mig desconegut, del cinema lliure anglès, com Saturday Night and Sunday Morning (1961) de Karel Reisz, A Taste of Honey (1962) de Tony Richardson, o Billy Liar (1963) de John Schlesinger, mentre que la Nouvelle Vague francesa, present gràcies a Jean-Luc Godard i Alain Resnais troba la seva plena consagració.
Alguns joves directors italians es presenten per la primera vegada davant el gran públic: Pier Paolo Pasolini, Bernardo Bertolucci, Paolo Taviani i el seu germà Vittorio, Vittorio De Seta, Valerio Zurlini, Marco Ferreri, Florestano Vancini, Marco Bellocchio, Giuliano Montaldo, Tinto Brass, mentre d'altres realitzadors del calibre de Francesco Rosi, Ermanno Olmi i Gillo Pontecorvo confirmen les esperances dels seus començaments en els Anys 1950.
Després de les polèmiques de 1960, els premis següents són incontestables i no sense valor: l'any següent el llorejat és L'année dernière a Marienbad d'Alain Resnais, i el 1962 el premi és atribuït ex aequo a Valerio Zurlini i Andrej Tarkovskij, amb respectivament Cronaca familiare i La Infantesa d'Ivan.
A partir de 1963, el vent de la novetat porta el professore Luigi Chiarini a la direcció de la Mostra, obrint una era que durarà fins al 1968. Durant els anys de la seva presidència, Chiarini s'entesta a renovar l'esperit i les estructures del festival, apostant sobre una reorganització de la base de tot el sistema. Durant sis anys, la Mostra adopta una línia coherent, seguint rigorosos criteris de selecció de les obres a concurs, oposant-se a les obres més mundanes, a les pressions polítiques i a la ingerència de les cases de producció sempre més exigents, preferint la qualitat artística de les pel·lícules a la creixent comercialització de la indústria del cinema.
Un dels punts claus de la gestió de Chiarini és la contínua i indispensable confrontació de les diferents generacions i de les escoles de realització. «Confirmats» i «muntants», mestres i alumnes alternen a les pantalles del festival: Jean-Luc Godard, Carl Theodor Dreyer, Ingmar Bergman, Arthur Penn, Pier Paolo Pasolini, Robert Bresson, Akira Kurosawa, Roman Polanski, François Truffaut, Roberto Rossellini, Joseph Losey, Milos Forman, i Carmelo Bene, John Cassavetes, Alain Resnais, Luis Buñuel, llorejat el 1967 del Lleó d'Or amb Belle de jour, una pel·lícula molt menys d'avantguarda que les del període de la seva col·laboració amb Salvador Dalí.
El cinema italià és la verdadera marca de fàbrica d'aquest període de la Mostra gràcia sobretot a l'ascens de noves estrelles com Claudia Cardinale, Marcello Mastroianni i Monica Vitti, però sobretot per l'excepcional sèrie de quatre victòries consecutives del premi més prestigiós: 1963, Le mani sulla città de Francesco Rosi, 1964, Il deserto rosso de Michelangelo Antonioni, 1965, Sandra, la tan esperada victòria de Luchino Visconti i finalment, el 1966, La Batalla d'Alger de Gillo Pontecorvo.
L'agitació social i política de 1968 té fortes repercussions sobre la Biennal de Venècia encara sota l'estatut de l'època feixista i, per tant, sobre el festival de la pel·lícula que en depèn. Aquest experimenta llavors fortes i contínues discussions, conduint a una ruptura amb la tradició, volguda pel corrent de pensament de l'època. De 1969 a 1979, la manifestació es manté sense que els premis siguin atorgats, tornant així a la no-competitivitat de la primera edició. El 1973, 1977 i 1978, la Mostra ni tan sols té lloc. El Lleó d'Or torna el 1980, paradoxalment, o com per recuperar el retard, amb la victòria ex aequo de Louis Malle i John Cassavetes.

### Els anys setanta
Les deu edicions que es desenvolupen en els anys 1970, de 1969 a 1979 són doncs no competitives, l'efecte de la contestació del 1968 suposa l'abolició de la competició i, per tant, de l'adjudicació dels premis. Els dos primers anys són sota la direcció d'Ernesto Laura, direcció que passa de manera successiva a Gian Luigi Rondi i a Giacomo Gambetti. A títol de compensació parcial, s'estrenen noves seccions, ampliant l'oferta del festival.
Una important novetat és la introducció, el 1971, del Lleó d'Or per a la carrera, del qual els primers receptors són el realitzador americà John Ford, diverses vegades present al festival, i, l'any següent Charlie Chaplin, per a la seva obra d'home de cinema complet i eclèctic. 1971 retarda un altre any la primera projecció d'una de les pel·lícules models de la Revolució cultural xinesa Hong se niang zi jun.
El 1972 s'organitza en el centre històric de Venècia una manifestació cinematogràfica paral·lela en contradicció oberta amb la Mostra «oficial» de la Biennal, les Jornades del cinema italià, sota l'ègida de l'ANAC (Associació nacional dels autors de cinema) i de l'AACI (Associació dels autors de cinema italians), criticant asprament la nova direcció.
L'any següent, el director Gian Luigi Rondi, és obligat a dimitir. Amb l'estatut de la Biennal encara bloquejat al Parlament, immutable des del període feixista, totes les manifestacions vinculades a l'organització són suprimides, la Mostra compresa. Les dues associacions d'autors italians agafen el relleu, organitzant de nou les Jornades del cinema italià que, tanmateix, no aconseguiran imposar-se i encara menys suplantar el festival oficial.
La direcció passa aleshores a Giacomo Gambetti que la conserva entre 1974 i 1976 i pren una nova via, intentant canviar la imatge de la Mostra: homenatges, retrospectives, congrés, proposicions de noves pel·lícules, opcions de projeccions descentralitzades. El 1977, dins dels projectes de la Biennal desenvolupa una manifestació consagrada completament al cinema d'Europa de l'Est, integrant-se dins del projecte de la fundació sobre la «dissidència cultural».
L'any següent la Mostra no té lloc, una vegada més.
Malgrat la discussió i el mal moment travessat tant per la Mostra com per la mateixa Biennal de Venècia, en els anys setanta les edicions es caracteritzen per obres que mostren forts signes d'un renaixement del cinema, com The Devils de Ken Russell, Diumenge, maleït diumenge de John Schlesinger, o Warnung vor einer heiligen Nutte), l'enèsima pel·lícula-escàndol, de Rainer Werner Fassbinder, totes tres datades de 1971; el 1972 són Brewster McCloud de Robert Altman, Die Angst des Tormannes beim Elfmeter de Wim Wenders, o Badlands de Terrence Malick. Tres anys més tard 1976 és l'any de Novecento de Bernardo Bertolucci i de La Dernière Femme de Marco Ferreri.
Entre totes aquestes pel·lícules destaca l'obra mestra que Stanley Kubrick presenta al públic del festival de la llacuna el 1972, A Clockwork Orange, amb Malcolm McDowell, una pel·lícula que fa discutir infal·liblement i parlar d'ell.
El renaixement tan esperat arriba el 1979, gràcies al nou director Carlo Lizzani, decidit a rellançar la imatge i el valor que la Mostra havia perdut en el transcurs del precedent decenni. Aquesta edició és la que posa els fonaments que permetran recobrar el prestigi internacional, que trobarà el seu apogeu en el decenni següent. Amb la seva experiència de director, Lizzani fa un gir històric que comença pel canvi del nom: un sobri Mostra Internazionale del Cinema , en lloc de Mostra Internazionale d'Arte Cinematografica, denominació que el festival porta encara avui.
Decidit a oferir una imatge més moderna i viva de la Mostra, el nou director forma un comitè d'experts per ajudar-lo a seleccionar les obres i a mantenir l'orientació del festival. Entre els seus col·laboradors figuren personalitats del mitjà cultural de l'època: Alberto Moravia, Roberto Escobar, Giovanni Grazzini, Enzo Scotto Lavina i Paolo Valmarana. Com adjunt i conseller més proper, Lizzani porta a Venècia Enzo Ungari.
Una iniciativa interessant veu el dia i atreu un gran nombre d'estrelles i d'actors de renom en el debat titulat «Els anys 80 del cinema». Aquesta discussió obre el debat crític sobre les noves tecnologies cinematogràfiques portades a l'escena per Star Wars episodi IV: Una nova esperança (1977) de George Lucas (no presentat a Venècia), d'una gran importància en aquesta fase de transició de la cinematografia mundial i ocupant a poc a poc i fins ara un lloc fonamental.

### Els anys vuitanta
El personatge emblemàtic del renaixement de la Mostra és sens dubte Carlo Lizzani; director del festival entre 1979 i 1982, compleix brillantment amb la difícil tasca de tornar al festival el prestigi que mereix i que ha perdut en el transcurs del decenni precedent.
Paral·lelament a una selecció de pel·lícules sempre més variada, el festival veu multiplicar-se les retrospectives que revisiten autors o moviments importants; acull nous esdeveniments consagrats a la investigació («Officina») i a les pel·lícules de gran espectacle («Mezzogiorno-Mezzanotte»). La primera pel·lícula del cicle d'Indiana Jones, A la recerca de l'arca perduda (1981), E.T. the extra-terrestrial (1982) de Steven Spielberg, el segon episodi de la trilogia de La Guerra de les Galàxies de George Lucas, Star Wars Episodi V: L'Imperi Contraataca, dirigit per Irvin Kershner (1980), Heaven's Gate de Michael Cimino (1982), la pel·lícula de terror Poltergeist de Tobe Hooper (1982), remake de velles glòries o de pel·lícules excèntriques són programades successivament. Aquestes iniciatives, nascudes de la imaginació del crític Enzo Ungari, col·laborador de Lizzani, constitueixen una fórmula eficaç, que serà represa durant anys i no només a Itàlia.
El 1980, el festival torna a ser competitiu després d'una llarga travessia del desert. Un doble Lleó d'Or és atribuït als dos llorejats ex aequo , el francès Louis Malle amb Atlantic City, i l'americà John Cassavetes amb Glòria.
Venècia té un paper important en l'emergència del Nou Cinema Alemany: Margarethe Von Trotta, primera llorejada del Lleó d'Or el 1981, sorprèn el jurat amb Die Bleierne Zeit, mentre que Wim Wenders s'imposa l'any següent amb Der Stand der Dinge. La sèrie Berlín Alexanderplatz de Rainer Werner Fassbinder obté un gran èxit el 1980, però el 1982, quan Querelle, l'última pel·lícula i la més polèmica de Fassbinder és presentada a títol pòstum, no obté el primer premi, dividint el jurat i desencadenant vives polèmiques.
Venècia té un paper important en l'emergència del nou cinema alemany: Margarethe Von Trotta, primera llorejada del Lleó d'Or el 1981, sorprèn el jurat amb Els Anys de plom, mentre que Wim Wenders s'imposa l'any següent amb L'Estat de les coses. La sèrie Berlín Alexanderplatz de Rainer Werner Fassbinder obté un gran èxit el 1980, però el 1982, quan Querelle, l'última pel·lícula i la més polèmica de Fassbinder és presentada a títol pòstum, no obté el primer premi, dividint el jurat i desencadenant vives polèmiques.
La Mostra retroba la seva esplendor després del fosc parèntesi dels anys 1960. Ho testimonia la capacitat del festival a distingir per primera vegada els realitzadors que s'imposaran de seguida com els grans autors del cinema contemporani: el jove Emir Kusturica, lorejat amb el Lleó d'Or per la millor primera obra el 1981 amb Sjećaš li se Doli Bel i Peter Greenaway que presenta l'any següent The Draughtsman's Contract, la pel·lícula que assegura la seva notorietat.
El cinema italià sembla en el punt d'enfrontar una «mutació generacional»: la Mostra proposa pel·lícules de realitzadors quasi principiants com Nanni Moretti, Gianni Amelio, Marco Tullio Giordana, Franco Piavoli, Paolo Benvenuti.
El 1983 la direcció passa a les mans de Gian Luigi Rondi que no s'aparta de la línia del seu predecessor. Llança les bases d'una millor organització de la Mostra, institucionalitzant els esdeveniments i donant lloc als mestres del cinema passat i present.
El jurat internacional és d'ara endavant format només per cineastes, afirmant la voluntat de Rondi de crear un festival d'autors, per autors. Els membres són escollits entre els realitzadors que han emergit en el decenni mític dels anys 1960, el primer d'ells Bernardo Bertolucci. Jean-Luc Godard amb Prénom Carmen, després el 1984 Krzysztof Zanussi amb The Year of the Quiet Sun, el 1985 Agnès Varda amb Sans toit ni loi, el 1986 Eric Rohmer amb Le Rayon vert són entre els llorejats.
Venècia acull durant aquests anys moltes grans pel·lícules, no premiades o simplement fora de concurs com Zelig de Woody Allen, E la nave va de Federico Fellini, Heimat d'Edgar Reitz, el ciberpunk Blade Runner de Ridley Scott, de 1983 i la mafia-movie Hi havia una vegada a Amèrica de Sergio Leone (1984).
El 1984 neix la Setmana internacional de la crítica, iniciativa espontània, administrada pel Sindicat nacional dels crítics cinematogràfics italians i exclusivament consagrada a les primeres i segones obres.
L'escriptor i crític de pel·lícules del diari romà Il Messaggero, Guglielmo Biraghi, ja director del Festival de Taormina esdevé el 1987 el 14è director de la Mostra. Al llarg de les cinc edicions que seguiran, Biraghi es lliura a la cerca incessant d'autors nous i d'obres originals, que testimonien la seva passió pels viatges i les cultures diferents. La primera edició que dirigeix presenta en competició una pel·lícula índia, libanesa, suïssa, noruega, coreana i turca.
En l'edició de 1989 Biraghi presenta O Recado das Ilhas de Ruy Duarte de Carvalho, primera pel·lícula de Cap Verd presentada en un festival internacional.
La nova fórmula, caracteritzada per un programa flexible i un ritme agafat, sedueix igualment els amants del festival que havien sostingut la candidatura de Biraghi i el gran públic. La primera edició que es desenvolupa sota la seva direcció recompensa un veterà, Louis Malle, per a Au revoir les enfants, al costat del qual es troben noves esperances com els realitzadors Carlo Mazzacurati i David Mamet, al costat de realitzadors confirmats, les pel·lícules dels quals són presentades fora de concurs, com The Untouchables de Brian De Palma o Els dublinesos de John Huston.
El 1988 la Mostra s'enriqueix de dues importants manifestacions noves, «Horitzons» i «Nits», així com dels «Esdeveniments especials». És en aquest marc que desenvolupa la projecció de The Last Temptation of Christ, una de les pel·lícules més polèmiques de Martin Scorsese. Basat en els evangelis apòcrifs, la pel·lícula crea escàndol en els mitjans religiosos, sobretot als Estats Units i a Itàlia, ja abans de la seva projecció a Venècia. La pel·lícula és projectada de manera normal, però en un Palau del cinema vigilat com un búnquer i la conferència de premsa en el transcurs de la qual el realitzador exposa la seva problemàtica és de gom a gom, però sense incidents.
No són aquestes les úniques qualitats d'aquesta edició de 1988, que té també el mèrit de descobrir el talent de l'espanyol Pedro Almodóvar i de presentar al món un dels majors èxits còmics de la història, Un peix anomenat Wanda de Charles Crichton, però també Qui ha enredat en Roger Rabbit?, esplèndid mix d'interpretació i d'animació signat per Robert Zemeckis. El Lleó d'Or és guanyat per La Leggenda del santo bevitore de Ermanno Olmi.
1989 veu el triomf de Krzysztof Kielowski i dels seus Deu manaments: projectats al ritme d'un per dia, les pel·lícules monopolitzen l'interès de la premsa, italiana i estrangera, com del públic. Al costat de Kieslowski, Nanni Moretti apareix també sota els focus dels projectors, amb la polèmica Palombella rossa, exclosa de la competició oficial, però presentada en el marc de la setmana de la crítica on recull opinions més aviat positives, tot i que no les crítiques no manquen.
El tercer capítol de la saga d'Indiana Jones, Indiana Jones i l'última croada, signat per Steven Spielberg, recull un gran èxit, degut sobretot al talent dels dos actors principals Harrison Ford i Sean Connery.
El primer premi de l'any 1989 va a la pel·lícula de Taiwan Beiqing chengshi de Hou Hsiao-hsien, posant per primera vegada el focus sobre un cinema asiàtic encara desconegut però destinat a conèixer una verdadera explosió en el decenni següent, gràcies justament als nombrosos premis aconseguits en el festival.

### Els anys noranta
Des del començament dels anys 1990, l'adjudicació del Lleó d'Or 1990 a Rosencrantz & Guildenstern Are Dead de Tom Stoppard suscita noves polèmiques. El jurat, presidit per Gore Vidal, la prefereix al talent visionari de la principiant Jane Campion. Les aspres discussions, tant en el públic com entre el jurat, recorden la discussió en els anys cinquanta quan el jurat va ignorar dues vegades les pel·lícules de Luchino Visconti.
L'any següent, una pel·lícula sorprèn tothom: Da hongdenglong gaogao gua del xinès Zhang Yimou, però novament no és la pel·lícula que rep la millor acollida de públic i de crítica. El Lleó d'Or, l'obté Urga, de Nikita Mikhalkov.
Les últimes edicions del festival dirigides per Guglielmo Biraghi es caracteritzen per la riquesa d'una selecció que va descobrir nombrosos joves realitzadors americans, sobretot Spike Lee i Gus Van Sant. Al costat de les joves esperances, el festival presenta sempre veterans confirmats com Martin Scorsese, present el 1990 amb Un dels nostres i Jean-Luc Godard, seleccionat l'any següent per a Allemagne année 90 neuf zéro.
L'escenògraf italià Gillo Pontecorvo és designat editor de la Mostra el 1992, abans d'esdevenir-ne el director el 1996. Marcarà immediatament l'organització del festival amb la seva personalitat i per definir una política clara, amb tres prioritats: en principi fer de la ciutat lacustre la capital dels cineastes; tornar al Lido de Venècia els grans realitzadors i les estrelles del cinema; i finalment dinamitzar la zona del Palau del cinema rejovenint la programació.
Gràcies a una llarga i destacable sèrie d'innovacions i de manifestacions, la Mostra sembla trobar una nova vida. En el transcurs del seu mandat Gillo Pontecorvo aconsegueix portar la seva «missió» a terme. Venècia acull nombrosos congressos entre els quals l'Audiència dels autors (1993) i l'UMAC (Unió mundial dels autors de cinema), nascuda de la fusió del AAIC i de l'ANAC.
El festival «Notte» acull les pel·lícules de referència i el Lido rep de nou glòries de hollywood com Jack Nicholson, Harrison Ford, Bruce Willis, Kevin Costner, Mel Gibson, Nicole Kidman, Tom Hanks i Denzel Washington. Als intèrprets de les pel·lícules en competició, s'afegeixen els llorejats del prestigiós Lleó d'Or per la seva carrera: Dustin Hoffman, Al Pacino, Robert De Niro, Francis Ford Coppola, que, el 1992, rep el premi al mateix temps que «l'ídol local» Paolo Villaggio, primer actor còmic que s'emporta la distinció
La zona del Lido troba una nova vida acollint esdeveniments i concerts de rock sobre el piazzale de cara al Casino i, gràcies a una nova iniciativa, «CinemAvvenire», Pontecorvo porta els joves a viure el festival en tant que actors de la manifestació instituint el primer jurat dels joves, el qual atribueix el prestigiós premi Anica-Flash a la millor primera obra. El seu president, Rosario Pipolo (avui periodista), era un estudiant de la facultat de llengües de la universitat Federico II de Nàpols que realitza curtmetratges.
Són nombrosos els joves talents que surten durant aquest període: els italians Mario Martone, Aurelio Grimaldi, Carlo Carlei i Paolo Virzì, els neozelandesos Peter Jackson, poc conegut abans de la seva proesa de la trilogia dEl Senyor dels Anells, Sally Potter, Neil Jordan, Julian Schnabel, autor de Basquiat, pel·lícula biogràfica sobre la vida del pintor americà Jean Michel Basquiat.
Els anys següents veuen tornar al Lido grans cineastes com Robert Altman (Vides encreuades, Lleó d'Or 1993), Abel Ferrara, Rolf De Heer, Michael Radford i el seu Il postino (amb Massimo Troisi), Milcho Manchevski (Before the Rain, Lleó d'Or 1994), Lee Tamahori, Kathryn Bigelow, Gregg Araki i Jane Campion
El cinema oriental és reconegut i s'imposa. Qiu Ju da guan si del xinès Zhang Yimou és Lleó d'Or 1992. Aiqing wansui de Tsai Ming-liang rep el premi el 1994 (ex aequo  amb Altman) i Cyclo de Anh Hung Tran el 1995.
Entre els autors de l'altra banda de l'atlàntic, es distingeixen joves esperances com Roger Avary (Killing Zoe, 1994, produïda per Quentin Tarantino), James Gray, Henry Selick (amb el llargmetratge d'animació The Nightmare Before Christmas, imaginat i produït per Tim Burton, 1995), Doug Liman, els germans Andy Wachowski i Larry Wachowski, James Mangold, Guillermo del Toro i Bryan Singer.
Entre les innombrables innovacions d'aquest període, el festival «Finestra sulle immagini» (Finestra sobre imatges) és una mena de laboratori del curtmetratge, del migmetratge i del llargmetratge, col·locat sota el signe de l'avantguarda i de l'experimentació. El 1996 és presentat al públic en el marc d'aquest projecte l'anime Ghost in the Shell de Mamoru Oshii, verdadera obra mestra revolucionària de l'animació nipona, destinat a esdevenir una pel·lícula de culte.

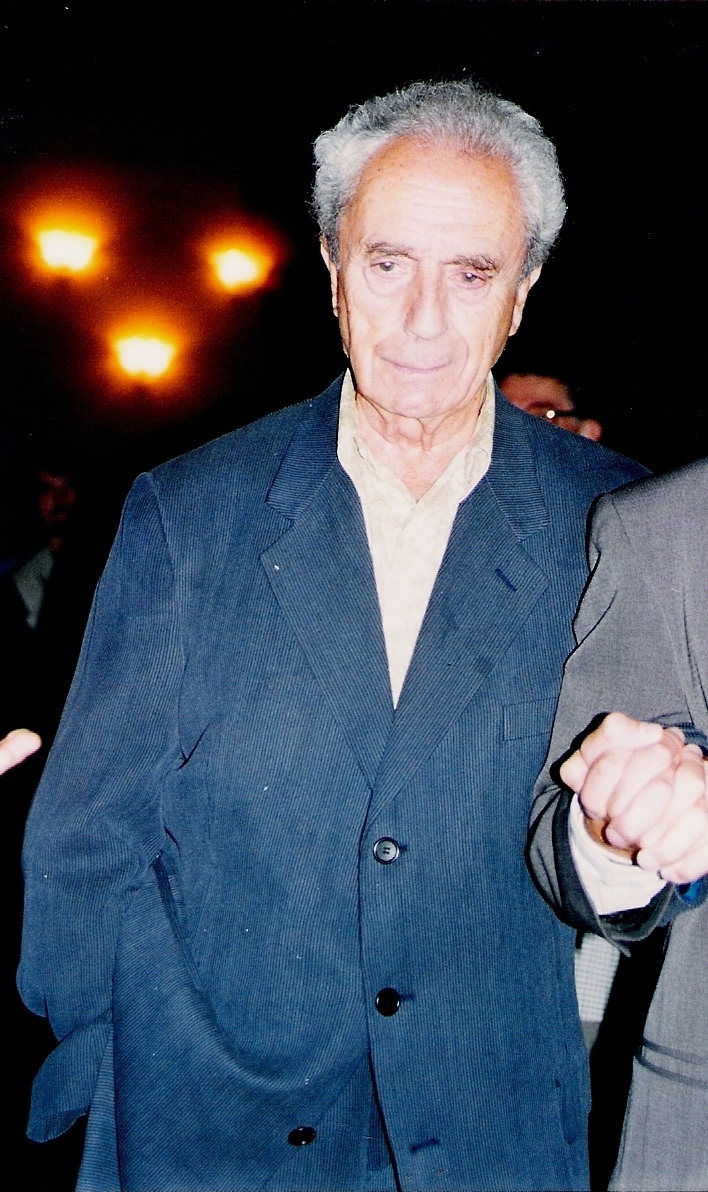
Michelangelo Antonioni

El 1995, la Mostra celebra la tornada darrere la càmera del realitzador italià Michelangelo Antonioni amb Al di là delle nuvole, dirigit en col·laboració amb l'alemany Wim Wenders.
Després del període Pontecorvo, la Mostra passa entre les mans de Felice Laudadio i la primera competició organitzada pel nou director revela al nivell internacional el cinema de Takeshi Kitano, el realitzador japonès que guanya el Lleó d'Or 1997 amb Hana-bi.
Così ridevano de Gianni Amelio és, el 1998, el novè Lleó d'Or guanyat per una pel·lícula italiana. El cinema de la península es distingeix a més a més gràcies a Roberta Torre, Giuseppe M. Gaudino i Alessandro d'Alatri.
El 1998, la RAI i l'agència romana per a l'Any Jubileu produeixen la pel·lícula Eterne le strade di Roma attraverso i deserti (Les Carreteres eternes de Roma a través dels deserts) de Filippo Porcelli. La pel·lícula, completament realitzada amb material de repertori, és presentada a la secció «Perspectives» i projectada durant tot l'any 2000 en els centres d'acollida per a pelegrins a Roma.
A la mateixa època, la Mostra llança mesures per reforçar i desenvolupar les infraestructures: és sobretot realitzada una estructura suspesa, el PalaLido (a partir de 1999 PalaBNL), per acollir un públic sempre més nombrós i augmentar el nombre de pantalles disponibles.

### Els anys dos mil
Al començament dels anys 2000, la direcció es concentra en un important reforç de les infraestructures, afegint als palaus històrics noves i vastes estructures, rehabilitades o creades especialment per al festival, millorant les relacions entre les diferents zones i estenent la superfície total a disposició de la Mostra a més d'11.000 m².
De 1999 a 2001 el responsable del festival és Alberto Barbera. El 2001 es crea la categoria, també competitiva, Cinema del Presente. Paral·lelament al Lleó d'Or apareix, doncs, un nou premi, el Lleó de l'Any, destinat a donar més importància i una major visibilitat a primeres obres i a pel·lícules més marginals; el premi recompensa obres que s'adrecen a un públic de nínxol, interessat per pràctiques innovadores i l'audàcia creativa, testimoniant el compromís del festival a favor de l'experimentació.
La Mostra continua sent un aparador eficaç per als nous talents que desitgen fer-se conèixer en l'àmbit internacional. S'inscriuen en aquest context els noms de Spike Jonze amb Being John Malkovich, David Fincher amb Fight Club, Kimberly Peirce amb Boys Don't Cry i Harmony Korine amb Julien Donkey-Boy el 1999, Christopher Nolan amb Memento i Tarsem Singh amb The Cell l'any següent, Alejandro Amenábar amb The Others, Antoine Fuqua amb Training Day i Albert i Allen Hughes amb From Hell el 2001.
El gran esdeveniment dels últims anys és sens dubte l'estrena pòstuma, el 13 de setembre de 1999, de l'última obra de Stanley Kubrick, Eyes Wide Shut, que porta al Lido una multitud immensa d'espectadors, gràcies a la presència excepcional dels dos actors principals Nicole Kidman i Tom Cruise.
L'any següent, l'esdeveniment més important és segurament la preestrena de la pel·lícula-documental de Martin Scorsese sobre el cinema italià, Il Mio viaggio in Italia.
Alguns joves realitzadors italians surten de l'anonimat, com Matteo Garrone amb L'Imbalsamatore, però la majoria dels premis Lleó d'Or atorgats en aquests anys ho són per obres provinents de les escoles de cinema orientals: Yi ge dou bu neng shao del mestre xinès Zhang Yimou, El Cercle de Jafar Panahi i finalment Monsoon Wedding de Mira Nair.
El 2002, el festival és organitzat una mica de pressa, sota la direcció aquesta vegada de Moritz De Hadeln. La Mostra aconsegueix, malgrat tot, proposar un programa d'un gran interès, una mirada completa sobre el panorama cinematogràfic del present, oferint una barreja reeixida d'autors confirmats i de joves talents.
De nou, el cinema asiàtic dona la sorpresa al festival; representat pel director japonès Takeshi Kitano, ja vencedor el 1997 amb Hana-bi, presenta aquesta vegada una obra de reflexió poètica, lleugerament diferent de les seves realitzacions habituals, Dolls, i pel principiant Chang-dong Lee, l'autor d'Oasis, primer representant del cinema coreà; Corea posseeix una indústria cinematogràfica en plena expansió que és una de les més interessants de l'escena internacional.
11'09"01 és la pel·lícula col·lectiva presentada com a esdeveniment especial el 2002; l'obra es presenta com un homenatge a les víctimes dels atemptats de l'11 de setembre i com una invitació a recordar aquesta tragèdia. La pel·lícula, dividida en onze episodis rodats per Youssef Chahine, Amos Gitai, Alejandro González Iñárritu, Shohei Imamura, Claude Lelouch, Ken Loach, Samira Makhmalbaf, Idrissa Ouedraogo, Sean Penn, Danis Tanovic, atreu tant l'atenció dels mitjans de comunicació com el llaurejat del Lleó d'Or The Magdalene Sisters, de Peter Mullan.
La 60 edició de la Mostra és inaugurada per la projecció de la nova pel·lícula de Woody Allen, gran amant de la ciutat de la llacuna, i del qual és la primera aparició al Lido per a la preestrena de Anything Else.
Els organitzadors aposten de nou per la presència massiva d'estrelles de Hollywood, aconseguint la participació d'estrelles del calibre de George Clooney i Catherine Zeta-Jones; per presentar l'última obra dels germans Joel i Ethan Coen, Intolerable Cruelty, Sean Penn, premi del millor actor amb la Copa Volpi, i Naomi Watts per a 21 grams de Alejandro González Iñárritu, Anthony Hopkins, actor principal de The Human Stain de Robert Benton, Salma Hayek i Johnny Depp amb Once Upon a Time in Mexico de Robert Rodriguez, Bill Murray amb Lost in Translation de Sofia Coppola, Tim Robbins, intèrpret de Code 46, i Nicolas Cage, protagonista de l'última pel·lícula de Ridley Scott, Matchstick Men.
Noves polèmiques agiten la Mostra al voltant de les pel·lícules en competició: el Lleó d'Or és guanyat per The Return, del principiant rus Andrei Zviàguintsev, distinció a la qual afegeix un Lleó del Futur, premi de la millor primera obra. A l'origen de la polèmica figura Marco Bellocchio, autor de Buongiorno, Notte, pel·lícula sobre el segrest de Aldo Moro, ignorat pel jurat. Més enllà de la desil·lusió personal, Bellochio denuncia que no es premia el cinema italià des del Lleó d'Or a Gianni Amelio, el 1998) i que es prefereixen obres estrangeres. La crítica i el públic prenen posició per al realitzador italià, reclamant almenys un premi ex aequo; les pel·lícules italianes en competició recullen tanmateix un èxit important gràcies a l'última obra de Bernardo Bertolucci,The Dreamers.
La selecció de les pel·lícules s'obre al cinema internacional, des d'Europa a Asia, sense oblidar l'espai mediterrani, lloc de trobades i d'intercanvis culturals des de fa mil·lenaris. Takeshi Kitano guanya, després del seu èxit de 1997, una nova figureta amb el premi especial de l'escenificació. Són igualment llorejats Amos Gitai, Randa Chahal Sabbag, Jacques Doillon i Tsai Ming-liang.
Fora de concurs, la pel·lícula Monsieur Ibrahim et les fleurs du Coran obté el Lleó d'Or per a la carrera, atribuït a Omar Sharif, així com al productor Dino de Laurentiis, una de les figures més importants del cinema italià.
La secció Controcorrente, gran novetat de l'edició del 2002, presenta pel·lícules d'una particular vitalitat i d'una gran originalitat, com les obres de Hiner Saleem, (Vodka Lemon, vencedor del Premi San Marco), Sofia Coppola, (Lost in Translation premiat també amb un Oscar al millor guió original), John Sayles, (Casa de los babys), Michael Schorr, (Schultze Gets the Blues), els dos realitzadors danesos Lars Von Trier i Jørgen Leth, (associats per a De Fem benspænd), i finalment els joves realitzadors sicilians Daniele Ciprì i Franco Maresco (Il Ritorno di Cagliostro)
A partir de 2004, la direcció passa a Marco Müller, gran aficionat i expert del cinema asiàtic que guanya així una major visibilitat en el si del festival. Entre les novetats, la secció Cinema Digitale és consagrada a les noves tecnologies digitals. El 2004 i el 2005 dues retrospectives són consagrades a la Història secreta del cinema italià , projecte format per posar en valor les pel·lícules dels anys 1960 i anys 1970 (la primera part, el 2004, és titulada Italian Kings of the B's). El 2005 la retrospectiva és consagrada a la Història secreta del cinema asiàtic.
L'edició del 2004 premia els realitzadors Manoel d'Oliveira i Stanley Donen amb el Lleó d'Or per a la carrera, mentre que el Lleó d'Or per la millor pel·lícula va a Vera Drake de Mike Leigh. El 2005 el premi per al conjunt de la carrera és atribuït al mestre del cinema d'animació japonès Hayao Miyazaki i a l'actriu italiana Stefania Sandrelli, mentre el premi de la millor pel·lícula va a Brokeback Mountain d'Ang Lee.
Per primera vegada des de la postguerra, l'edició del 2006 no presenta en competició més que obres en preestrena mundial. L'actriu italiana Isabella Ferrari és la padrina del festival. El Lleó d'Or per a la carrera és atorgat al realitzador americà David Lynch. Violentes crítiques pel jurat, presidit per Catherine Deneuve, condemnant la tria de la pel·lícula: la major part de la crítica, de la premsa especialitzada i del públic que assisteix a la projecció dona per a vencedor Nuovomondo, de Emanuele Crialese, però el Lleó d'Or és atorgat a Still Life, de Jia Zhangke, pel·lícula que va passar quasi inadvertida perquè es va integrar a la competició in extremis i va ser presentada com a «pel·lícula sorpresa». Un Lleó d'Argent (Revelació 2006) és tanmateix atorgat a la pel·lícula de Crialese.
El 2007, el Lleó d'Or es va entregar a Ang Lee per la pel·lícula Lust, mentre que el Lleó d'Or per tota la seva carrera se li dona a Tim Burton. Amb motiu del 75é aniversari de La Mostra, s'estableix un premi especial atorgat a Bernardo Bertolucci.
El 2010 és l'any en què el director i guionista Quentin Tarantino és el president del jurat i atorga el Lleó d'Or per la millor pel·lícula a Somewhere de Sofia Coppola.
L'any 2012, Alberto Barbera pasa a ser el nou director del festival. A partir de la 69a edició, el programa es fa més eficient, el nou reglament preveu només tres seccions dins de la Selecció Oficial: "Concorso" (les pel·lícules es redueixen a un màxim de 20), "Fuori Concorso"(fins a 11 títols, dels quals un màxim de tres per al "Mezzanotte") i "Orizzonti"(amb llargmetratges i curtmetratges). S'elimina així, després de tres edicions, el "Controcampo italiano", sent independents, les seccions paral·leles de la "Settimana Internazionale della Critica" i "Giornate degli Autori".

## Premis i homenatges

### Actuals
- Lleó d'Or
  - Lleó d'Or per la millor pel·lícula (1934-)
  - Lleó d'Or per la carrera (1969-)
- Lleó d'Argent
  - Gran Premi del Jurat (1951-)
  - Premi especial per la posada en escena (1990-)
- Copa Volpi
  - Copa Volpi per la millor interpretació masculina (1934-)
  - Copa Volpi per la millor interpretació femenina (1934-)
- Premi Osella
  - Premi Osella pel millor guió (2005-)
  - Premi Osella per la millor contribució tècnica (2002-)
- Premi Marcello Mastroianni (1998-)
- Premi Lleó Queer
- Premi Jaeger-LeCoultre Glory to the Filmmaker. Atorgat a personalitats que han fet una contribució significant al cinema contemporani.[6]

| Any  | Director           | Nacionalitat |
| ---- | ------------------ | ------------ |
| 2006 | Takeshi Kitano     | Japó         |
| 2007 | Abbas Kiarostami   | Iran         |
| 2008 | Agnès Varda        | França       |
| 2009 | Sylvester Stallone | Estats Units |
| 2010 | Mani Ratnam        | Índia        |
| 2011 | Al Pacino          | Estats Units |
| 2012 | Spike Lee          | Estats Units |
| 2013 | Ettore Scola       | Itàlia       |
| 2014 | James Franco       | Estats Units |
| 2015 | Brian De Palma     | Estats Units |

### Atorgats anteriorment
- Premi San Marco (2002-2003)
- Copa Mussolini (1934-1942)

## Seccions[7]

### Secció Oficial: Venezia X (número de l'edició)
Concurs internacional format per un màxim de 21 llargmetratges.

### Out of Competition
Alguns dels treballs més importants de l'any es presentaran a la secció no competidora, per a un màxim de 20 pel·lícules; a aquestes s'afegiran les pel·lícules produïdes dins del programa Biennale College-Cinema. Poden incloure obres d’autors consolidats que han participat en edicions anteriors del Festival de Venècia, documentals o pel·lícules en què la dimensió espectacular s'acompanya de formes d’originalitat expressiva o narrativa.

### Orizzonti
Un concurs internacional reservat a un màxim de 20 pel·lícules, dedicat a pel·lícules que representen les últimes tendències estètiques i expressives del cinema internacional, amb especial atenció a les pel·lícules de debut, joves talents encara no consolidats, produccions independents i cinema menys conegut, així com obres que tracten gèneres específics i la producció actual, amb l’objectiu d’innovar i demostrar l’originalitat creativa. La secció Orizzonti inclou una selecció de curtmetratges competitius d’una durada màxima de 20 minuts, seleccionats segons criteris com la qualitat i l’originalitat del llenguatge i l'expressió.

### Venice Classics
Aquesta secció inclou les projeccions d’una selecció de les millors restauracions de pel·lícules clàssiques dutes a terme durant l’any passat per filmoteques, institucions culturals i produccions d’arreu del món, compromeses amb la preservació i el cultiu del patrimoni cinematogràfic i el redescobriment d'obres del passat infravalorades. La secció es complementa amb la presentació de documentals sobre cinema o autors que puguin oferir elements innovadors per a la seva importància històrica i crítica.

### Scofini
Aquesta secció no competitiva inclou una selecció d’un màxim de 10 obres de diferents gèneres, longituds i objectius, sempre que la seva durada superi els 60 minuts. La secció Sconfini pot incloure pel·lícules de gènere artístic, pel·lícules experimentals i d’artistes, sèries de TV i produccions creuades, que poden anar precedides o acompanyades de trobades públiques i converses amb directors, actors i personalitats del món de l’art i la cultura.

### Venice Virtual Reality
Un màxim de 30 estrenes mundials o estrenes internacionals de Projectes Immersius amb realitat virtual.

## Espais

### Palazzo del Cinema
El Palazzo del Cinema al Lido di Venezia és la seu principal del Festival Internacional de Cinema de Venècia. Construït en un temps rècord a l'estil modernista de l’època, es va inaugurar el 10 d’agost de 1937 per a la cinquena edició del Festival. En comparació amb la monumentalitat retòrica de l'edifici proper del Casinò, el Palazzo del Cinema, que compta amb una sala i un teatre de projecció de 1032 places, és una síntesi de models racionalistes. El que queda avui de l'edifici original són els dos laterals arrodonits i les façanes laterals.

#### Sala Grande
La històrica Sala Grande, on tenen lloc les principals projeccions i lliuraments de premis del Festival, va experimentar una sèrie de transformacions primer als anys cinquanta, després al 1995 i a la fase final el 2011, que va suposar una restauració radical dels interiors equipats amb l’última tecnologia necessària per donar suport als estàndards visuals i sonors de les projeccions del Festival de Venècia.
El restil·latge de la Sala Grande es va inspirar en els elements formals de l'edifici de 1937, reinterpretats en clau contemporània, inclosos els revestiments de fusta al llarg de les parets i els nous seients, que van augmentar de 1019 a 1032, amb els seients inspirats en el disseny original de Luigi Quagliata. Es va prestar molta atenció a la il·luminació i, sobretot, a millorar l’acústica de la Sala, la forma trapezoïdal del qual va ser dissenyada per optimitzar l’acústica dels sistemes de so que s'utilitzaven en aquell moment, però no era adequada per satisfer les necessitats dels sistemes de so actuals.

#### Sala Darsena
La Sala Darsena d’avui, antigament coneguda com a Pala Galileo, es va construir durant l’ampliació dels anys cinquanta al costat del Palazzo del Cinema. Quan es va construir, va oferir capacitat per a més de 1500 persones per a les projeccions nocturnes del festival. El sostre de fusta laminada es va construir en menys de 3 mesos el 1999, segons un projecte de l’arquitecte Enrico Valeriani, i es pretenia que fos una solució temporal abans que comencés una renovació més radical. El 2014, la Biennal va renovar significativament la Sala Darsena amb la finalitat de convertir-la en una sala de projecció igual a la Sala Grande. Els interiors i la tecnologia es van actualitzar i es va construir un vestíbul per rebre el públic.
Les parets de la Sala es van redissenyar amb pantalles tècniques en diverses formes, fetes amb un teixit altament fonoabsorbent per garantir el millor rendiment acústic. La zona de seients esglaonada existent es va ampliar per adaptar-se a nous seients de mida per proporcionar comoditat a l'espectador i augmentar la capacitat fins a 1409. Es va introduir la tecnologia de projecció i àudio més recent i la nova sala de projecció va proporcionar espais per dirigir, controlar l’àudio i traduir simultàniament. Es va construir un vestíbul d’entrada al lateral cap al Casinò amb una estructura de fusta i vidre i es va desenvolupar un nou sistema d’entrada amb escales, rampes i zones verdes integrades a l'espai urbà circumdant.
| Sala Pasinetti | 119 seients |
| Sala Zorzi     | 48 seients  |

### Palazzo del Casinò
El monumental edifici del Palazzo del Casinò va ser dissenyat per l'enginyer en cap de la ciutat de Venècia Eugenio Miozzi a l'estil racionalista, influït per l’arquitectura feixista de la dècada de 1930 i construït en un temps rècord de vuit mesos el 1938. Els interiors del Palazzo presentaven espais a cada pis decorats amb marbre, mosaic i vidre artístic dels millors hivernacles de Murano, designats com a sales de jocs, menjadors i cafeteries i zones d’oci. Un gran vestíbul d’entrada donava la benvinguda als hostes que podien utilitzar l'escala monumental o tres grans ascensors per arribar a les sales de joc i a les terrasses dels pisos superiors. Venint de Venècia, es va entrar per un llarg passadís decorat amb miralls i cortines que conduïen a l'escala monumental i servit per ascensors. El Casinò es va tancar a finals dels anys noranta i, des de llavors, el Palazzo ha estat utilitzat per la Biennal per al Festival Internacional de Cinema de Venècia, principalment per acollir serveis de premsa i com a lloc de projeccions per al públic i visitants professionals.
| Sala Perla     | 450 seients |
| Sala Volpi     | 149 seients |
| Sala Casinò    | 149 seients |
| Sala Perla II  | 270 seients |
| Sala de Premsa | -           |

### PalaBiennale
El PalaBiennale és un teatre de projecció temporal que acull projeccions per al públic. És el recinte amb més públic del Festival i té una capacitat de 1.760 persones. Aquest teatre acull les dobles projeccions nocturnes i matutines, molt frequentades pels assistents al Festival de Cinema de Venècia. La PalaBiennale acull projeccions tant per al públic com per als visitants acreditats.

### Sala Giardino
La Sala Giardino, oberta el 2016, acull 446 seients, amb una pantalla de 6 x14 metres i està equipada amb les tecnologies més avançades: Dolby 7.1, possibilitat de projeccions en 3D, pel·lícules i DCP. Està revestida amb panells fonoabsorbents i aïllant exterior; l'estructura també disposa de llums de sala amb un sistema motoritzat per a la il·luminació d’esdeveniments i delegacions, sistema d’amplificació i dispositius de traducció simultània.

## Directors

Logo del Festival Internacional de Cinema de Venècia

Llista cronològica dels directors del Festival Internacional de Cinema de Venècia (Mostra Internazionale d'Arte Cinematografica):
- 1932 - 1934: Luciano De Feo (organitzador tècnic)
- 1935 - 1942: Ottavio Croze
- 1946 - 1948: Elio Zorzi
- 1949 - 1953: Antonio Petrucci
- 1954 - 1955: Ottavio Croze
- 1956 - 1959: Floris Luigi Ammannati
- 1960: Emilio Lonero
- 1961 - 1962: Domenico Meccoli
- 1963 - 1968: Luigi Chiarini
- 1969 - 1970: Ernesto Laura
- 1971 - 1972: Gian Luigi Rondi
- 1973: el festival es va suspendre
- 1974 - 1976: Giacomo Gambetti
- 1977 - 1982: Carlo Lizzani
- 1983 - 1986: Gian Luigi Rondi
- 1987: Guglielmo Biraghi
- 1988 - 1991: Guglielmo Biraghi
- 1992 - 1996: Gillo Pontecorvo
- 1997 - 1998: Felice Laudadio
- 1999 - 2001: Alberto Barbera
- 2002 - 2003: Moritz de Hadeln
- Des del 2004: Marco Müller